# Cadi (stolica tytularna)
Cadi (łac. Diœcesis Cabarsussitanus) – stolica historycznej diecezji w Cesarstwie Rzymskim (prowincja Frigia Pacaziana), współcześnie w Turcji. Wzmianki o diecezji pochodzą z V–IX wieku. W 1927 ustanowiona katolickim biskupstwem tytularnym, od 2009 wakująca.

## Biskupi tytularni
| Lp. | Biskup             | Od               | Do               |
| --- | ------------------ | ---------------- | ---------------- |
| 1   | Iwan Buczko        | 16 września 1929 | 27 kwietnia 1953 |
| 2   | John Krol          | 11 lipca 1953    | 11 lutego 1961   |
| 3   | Jacques Landriault | 15 maja 1962     | 27 maja 1964     |
| 4   | Myrosław Marusyn   | 27 czerwca 1974  | 21 września 2009 |